# 命妇
命婦，是指漢字文化圈國家歷史上，經過國家或君主正式冊封封號或爵位、甚至擁有食邑的女性，一般又分做內命婦與外命婦。在中國，自元朝起，守寡的命妇若改嫁，將會被褫奪命婦資格。在朝鮮王朝，守寡的命婦若改嫁，會被貶為賤民。
命婦制度始見於中國，後來影響了日本、朝鮮、越南等周邊國家。

## 詳解

### 內命婦
按照宗法制度，內命婦是指與君王同一家族的女性，包括現任及前任君王的妻妾、未婚的姊妹與女兒，以及女性尊親屬，同時也包含君王家族內具有血親關係的男性成員之配偶，以及他們的妻妾、女性尊親屬、未婚姊妹與女兒，如后妃、未婚皇女（或王女）、未婚宗女、太后、太妃、先朝嬪御、王妃、福晉等。

### 外命婦
指的是君王家族以外、因各種原因而得到誥命冊封的女性，包括已婚的皇女（王女）、宗女，以及部分擁有一定職等或品秩的官員的妻妾與女性尊親屬，以及君王外戚的女性尊親屬，也會獲得誥命冊封。（部分朝代，官員側室也能成為外命婦，但有人數限制），有時后妃除生母以外的女性直系尊長（如養母、祖母、從祖母等）也能獲得敕封爵位。
除了因個人出身或功績獲封的外命婦有獨立的爵位外，一般從婚姻外命婦身份的女性，是從丈夫的封爵或官銜之品秩而來，等級皆從夫之品秩高低而定，例如中國明清時期的一品夫人、二品夫人、三品淑人、四品恭人、五品宜人、六品安人、七品以下皆爲孺人的外命婦等級。有的官员之母因改嫁而不能获得外命妇身份。